# John Tomenius
John Hilding Tomenius, född 1 februari 1913 i Örkeneds församling i dåvarande Kristianstads län, död 17 januari 1999 i Danderyds församling i Stockholms län, var en svensk läkare och hembygdsman.
John Tomenius var son till köpmannen Johan Jeppsson och Hanna Johannesson. Efter akademiska studier blev han medicine licentiat i Stockholm 1941, medicine doktor 1947 och docent i medicin vid Karolinska institutet 1948. Han var biträdande lärare 1949–1952 och tillförordnad professor 1950 och 1952.
Han blev extra ordinarie amanuens vid Karolinska institutets kemiska institution 1934 och vid fysiologiska institutionen 1935. Han blev tillförordnad underläkare vid tbc-avdelningen på Örnsköldsviks lasarett 1940, gick över till medicinska kliniken på Karolinska sjukhuset 1941 och till medicinska avdelningen på Sabbatsbergs sjukhus 1941. Han var tillförordnad assistent vid Statens bakteriologiska laboratorium 1941–1942, tillförordnad underläkare vid medicinska avdelningen och röntgenavdelningen på Sabbatsbergs sjukhus 1942, vid Söderby sjukhus 1942, tredje underläkare vid medicinska kliniken på Serafimerlasarettet 1943, tillförordnad förste och andre underläkare 1944 samt förste underläkare 1946–1952.
Han var läkare vid medicinska polikliniken på Sankt Görans sjukhus från 1953 och konsulterande läkare i invärtes medicin vid Norrtulls sjukhus från 1960. Han företog en studieresa till USA 1956. Tomenius hade på 1960-talet författat ett 80-tal skrifter i bakteriologisk medicin och invärtes medicin, speciellt inom gastroenterologi, sjukvårdsorganisation och populärmedicin. Senare gav han också ut flera hembygdsböcker om Göingebygden i Skåne.
Tomenius gifte sig 1940 med bibliotekarien Brita Hjelmqvist (1915–2006), dotter till stadsbibliotekarien Fredrik Hjelmqvist och Karin Hildinger. De fick fem barn mellan 1941 och 1950.